# Mammillaria ekmanii
Mammillaria ekmanii är en kaktusväxtart som beskrevs av Erich Werdermann. Mammillaria ekmanii ingår i släktet Mammillaria och familjen kaktusväxter. Inga underarter finns listade i Catalogue of Life.